# 宇佐インターチェンジ
宇佐インターチェンジ（うさインターチェンジ）は、大分県宇佐市にある東九州自動車道のインターチェンジである。
当IC以東は国道10号宇佐別府道路（東九州自動車道に並行する一般国道自動車専用道路）となっている。また、当ICは国道10号宇佐道路（自動車専用道路）とのジャンクションの機能を兼ねる。

## 歴史
- 1994年（平成6年）12月15日：宇佐別府道路・宇佐IC - 院内IC間[1]および宇佐道路・国道10号交点（宇佐市大字山本） - 宇佐IC間開通に伴い、供用開始。
- 2012年（平成24年）10月5日：東九州自動車道新設工事（椎田南IC〈仮称〉から宇佐IC〈仮称〉まで）ならびにこれに伴う市道および町道付替工事について国土交通大臣より土地収用法に基づく事業認定が公示[2]。
- 2014年（平成26年）
  - 2月4日：椎田南IC - 宇佐IC間の土地で行政代執行を実施[3][4]。大分県としては40年振りの行政代執行となった[3][4]。
  - 9月17日：院内本線料金所が廃止され、新設された「宇佐料金所」が供用開始[5]。
- 2015年（平成27年）
  - 2月22日：豊前IC - 宇佐IC間で歩行者天国のイベント開催[6]。
  - 3月1日：東九州自動車道・豊前IC - 宇佐IC間開通[1][7]。これにより宇佐ICの分岐点は東九州自動車道との接続点に移転し、宇佐別府道路 宇佐IC - 院内IC間は1.5 km短縮され[8]、長いランプウェイを持つ宇佐道路とのジャンクションを兼ねるインターチェンジとなった。
- 2020年（令和2年）
  - 12月13日 - 宇佐ICの宇佐道路接続点から院内IC間 ４車線化工事着工[9]

## 周辺
- 宇佐市街
  - 宇佐市役所
  - 宇佐神宮
  - 大分県立宇佐産業科学高等学校
  - 大分県立宇佐高等学校
  - 柳ヶ浦高等学校

## 接続する道路
- 直接接続
  - 国道10号（宇佐道路）
  - 大分県道625号宇佐インター線
- 間接接続
  - 国道387号

## 料金所
- ブース数：4

### 入口
- ブース数：2
  - ETC専用：1
  - ETC/一般：1

### 出口
- ブース数：2
  - ETC専用：1
  - 一般：1

## 隣
E10 東九州自動車道 （ 宇佐別府道路区間を含む）
(8) 中津IC - (9) 宇佐IC - (9-1) 院内IC
 国道10号宇佐道路
四日市IC - (9) 宇佐IC

### 参考資料
- 再評価結果（平成24年度事業継続箇所） (PDF)  国土交通省 道路局 高速道路課